# NTLMv2
NTLMv2 (NTLM версии 2) — встроенный в операционные системы семейства Microsoft Windows протокол сетевой аутентификации. Широко применяется в различных сервисах на их базе. Изначально был предназначен для повышения безопасности аутентификации путём замены устаревших LM и NTLM v1. NTLMv2 был введён начиная с Windows NT 4.0 SP4 и используется версиями Microsoft Windows вплоть до Windows 10 включительно. С самого изобретения протоколы NTLMv1 и NTLMv2 подвергались множеству нападений и демонстрировали широкий спектр серьёзных уязвимостей.

## Схема аутентификации
В схеме аутентификации, реализованной при помощи SMB или SMB2 сообщений, вне зависимости от того, какой вид диалекта аутентификации будет использован (LM, LMv2, NTLM, NTLM2, NTLMv2), процесс аутентификации происходит следующим образом:
1. Клиент пытается установить соединение с сервером и посылает запрос, в котором информирует сервер, на каких диалектах он способен произвести аутентификации, например: LM, NTLM, NTLM2, NTLMv2. Следовательно, диалект аутентификации LMv2 между клиентом и сервером исключается.
2. Сервер из полученного от клиента списка диалектов (по умолчанию) выбирает наиболее защищённый диалект (например, NTLMv2), затем отправляет ответ клиенту.
3. Клиент, определившись с диалектом аутентификации, пытается получить доступ к серверу и посылает запрос NEGOTIATE_MESSAGE.
4. Сервер получает запрос от клиента и посылает ему ответ CHALLENGE_MESSAGE, в котором содержится случайная (random) последовательность из 8 байт. Она называется Server Challenge.
5. Клиент, получив от сервера последовательность Server Challenge, при помощи своего пароля производит шифрование этой последовательности, а затем посылает серверу ответ AUTHENTICATE_MESSAGE, который содержит 24 байта.
6. Сервер, получив ответ, производит ту же операцию шифрования последовательности Server Challenge, которую произвёл клиент. Затем, сравнив свои результаты с ответом от клиента, на основании совпадения разрешает или запрещает доступ.

## Эволюция алгоритмов аутентификации LM и NTLM

### LM
1. Пароль пользователя, в виде OEM-строки, преобразуется в верхний регистр. Например, если пароль «SecREt01», то OEM-строка будет следующей: 0x5345435245543031.
2. Если пароль состоит менее чем из 14 символов, то он дополняется нулями до 14 байт: 0x5345435245543031000000000000.
3. Полученная последовательность из 14 байт делится на две части по 7 байт: 0x53454352455430 и 0x31000000000000.
4. Каждая из частей, состоящая из 7 байт, используется для создания двух DES-ключей, состоящих из 8 байт: 0x52a2516b252a5161 и 0x3180010101010101.
5. Используя алгоритм DES и ASCII-строку «KGS!@#$%», а также сформированные ранее два DES-ключа, вычисляются два hash-значения, каждое по 8 байт: 0xff3750bcc2b22412 и 0xc2265b23734e0dac.
6. Hash-значения из 8 байт объединяются в последовательность из 16 байт, формируя LM-hash: 0xff3750bcc2b22412c2265b23734e0dac.
7. LM-hash из 16 байт дополняется нулями до 21 байта: 0xff3750bcc2b22412c2265b23734e0dac0000000000.
8. Последовательность из 21 байта делится на три части по 7 байт: 0xff3750bcc2b224, 0x12c2265b23734e и 0x0dac0000000000.
9. Каждая из частей используется для создания трёх DES-ключей: 0xfe9bd516cd15c849, 0x136189cbb31acd9d и 0x0dd6010101010101.
10. Используя алгоритм DES и Server Challenge, а также сформированные ранее три DES-ключа, вычисляются три hash-значения, каждое по 8 байт. Например, если Server Challenge был 0x0123456789abcdef, тогда получаются: 0xc337cd5cbd44fc97, 82a667af6d427c6d и e67c20c2d3e77c56.
11. Hash-значения из 8 байт объединяются в последовательность из 24 байт. Эта последовательность и есть LM Response: 0xc337cd5cbd44fc9782a667af6d427c6de67c20c2d3e77c56.

### LMv2
1. Из пароля пользователя в виде строки Unicode, с помощью алгоритма MD4 вычисляется NTLM-hash, состоящий из 16 байт. Например, пароль «SecREt01» или строка Unicode 0x53006500630052004500740030003100 после преобразования с помощью алгоритма MD4 будет иметь вид: 0xcd06ca7c7e10c99b1d33b7485a2ed808.
2. Имя пользователя и имя домена в виде строк Unicode объединяются и приводятся к верхнему регистру. Далее из этой последовательности и ранее полученного NTLM-hash с помощью алгоритма HMAC-MD5 вычисляется NTLMv2-hash, состоящий из 16 байт. Например, имя пользователя «User» и имя домена «Domain» дадут строку «USERDOMAIN» или строку Unicode 0x550053004500520044004f004d00410049004e00. После алгоритма HMAC-MD5, где используется NTLM-hash, вычисляется NTLMv2-hash: 0x04b8e0ba74289cc540826bab1dee63ae.
3. Формируется случайная последовательность Client Challenge из 8 байт, например: 0xffffff0011223344.
4. Server Challenge и Client Challenge объединяются в последовательность из 16 байт. Например, если Server Challenge был 0x0123456789abcdef, тогда получаем: 0x0123456789abcdefffffff0011223344.
5. Из последовательности Server Challenge и Client Challenge и ранее вычисленного NTLMv2-hash с помощью алгоритма HMAC-MD5 вычисляется хеш-значение, состоящее из 16 байт: 0xd6e6152ea25d03b7c6ba6629c2d6aaf0.
6. Хеш-значение объединяется с Client Challenge в последовательность из 24 байт. Эта последовательность и есть LMv2 Response: 0xd6e6152ea25d03b7c6ba6629c2d6aaf0ffffff0011223344.

### NTLM
1. Из пароля пользователя в виде строки Unicode, при помощи алгоритма MD4, вычисляется NTLM-hash, состоящий из 16 байт. Например, пароль «SecREt01» или строка Unicode 0x53006500630052004500740030003100 после преобразования посредством алгоритма MD4, будет иметь вид: 0xcd06ca7c7e10c99b1d33b7485a2ed808.
2. NTLM-hash из 16 байт дополняется нулями до 21 байта: 0xcd06ca7c7e10c99b1d33b7485a2ed8080000000000.
3. Последовательность из 21 байта делится на три части по 7 байт. 0xcd06ca7c7e10c9, 0x9b1d33b7485a2e и 0xd8080000000000.
4. Каждая из частей, состоящая из 7 байт, используется для создания трёх DES-ключей, состоящих из 8 байт: 0xcd83b34fc7f14392, 0x9b8f4c767543685d и 0xd904010101010101.
5. Используя алгоритм DES и Server Challenge, а также сформированные ранее три DES-ключа, вычисляются три hash-значения, каждое по 8 байт. Например, если Server Challenge был 0x0123456789abcdef, тогда получается: 0x25a98c1c31e81847, 0x466b29b2df4680f3 и 0x9958fb8c213a9cc6.
6. Hash-значения из 8 байт объединяются в последовательность из 24 байт. Эта последовательность и есть NTLM Response: 0x25a98c1c31e81847466b29b2df4680f39958fb8c213a9cc6.

### NTLM2
1. Формируется последовательность Client Challenge длиной 8 байт, выбранных случайным образом, например: 0xffffff0011223344. Эта последовательность дополняется нулями до 21 байта, чтобы получить LMv2 Response: 0xffffff001122334400000000000000000000000000000000.
2. Затем Server Challenge и Client Challenge объединяются в последовательность из 16 байт. Если Server Challenge был 0x0123456789abcdef, то получается: 0x0123456789abcdefffffff0011223344.
3. Из полученной последовательности при помощи алгоритма MD5 вычисляется следующее hash-значение, состоящее из 16 байт: 0xbeac9a1bc5a9867c15192b3105d5beb1.
4. Из пароля пользователя в виде Unicode строки, при помощи алгоритма MD4, вычисляется NTLM-hash, состоящий из 16 байт. Например, пароль «SecREt01» или Unicode строка 0x53006500630052004500740030003100 после преобразования посредством алгоритма MD4 будет иметь вид: 0xcd06ca7c7e10c99b1d33b7485a2ed808.
5. NTLM-hash из 16 байт дополняется нулями до 21 байта: 0xcd06ca7c7e10c99b1d33b7485a2ed8080000000000.
6. Последовательность из 21 байта делится на три части по 7 байт: 0xcd06ca7c7e10c9, 0x9b1d33b7485a2e и 0xd8080000000000.
7. Каждая из частей, состоящая из 7 байт, используется для создания трёх DES-ключей, состоящих из 8 байт: 0xcd83b34fc7f14392, 0x9b8f4c767543685d и 0xd904010101010101.
8. Используя алгоритм DES и отсечённую часть hash-значения, а также сформированные ранее три DES-ключа, вычисляются три hash-значения, каждое по 8 байт. Например, если Server Challenge был 0x0123456789abcdef, тогда получается: 0x10d550832d12b2cc, 0xb79d5ad1f4eed3df и 0x82aca4c3681dd455.
9. Нash-значения из 8 байт объединяются в последовательность из 24 байт. Эта последовательность и есть NTLM2 Response: 0x10d550832d12b2ccb79d5ad1f4eed3df82aca4c3681dd455.

### NTLMv2
1. Из пароля пользователя в виде Unicode строки при помощи алгоритма MD4 вычисляется NTLM-hash, состоящий из 16 байт. Например, пароль «SecREt01» или Unicode строка 0x53006500630052004500740030003100 после преобразования посредством алгоритма MD4 будет иметь вид: 0xcd06ca7c7e10c99b1d33b7485a2ed808.
2. Имя пользователя и имя домена в виде Unicode строк объединяются и приводятся к верхнему регистру. Далее, из этой последовательности и ранее полученного NTLM-hash при помощи алгоритма HMAC-MD5 вычисляется NTLMv2-hash, состоящий из 16 байт. Например, имя пользователя «User» и имя домена «Domain» дадут строку «USERDOMAIN» или Unicode строку 0x550053004500520044004f004d00410049004e00. После алгоритма HMAC-MD5, где применяется NTLM-hash, вычисляется NTLMv2-hash: 0x04b8e0ba74289cc540826bab1dee63ae.
3. Формируется последовательность Client Challenge из 8 байт, выбранных случайным образом (random), например: 0xffffff0011223344.
4. Формируется blob, например: 0x01010000 — the blob signature, 0x00000000 — reserved value, 0x0090d336b734c301 — timestamp, 0xffffff0011223344 — a random Client challenge, 0x00000000 — unknown, 0x02000c0044004f004d00410049004e0001000c005300450052005600450052000400140064006f006d00610069006e002e0063006f006d00030022007300650072007600650072002e0064006f006d00610069006e002e0063006f006d0000000000 — target information block, 0x00000000 — unknown.
5. Server Challenge и blob объединяются в последовательность, из которой при помощи алгоритма HMAC-MD5 и ранее вычисленного NTLMv2-hash вычисляется hash-значение, состоящие из 16 байт. Например, если Server Challenge был 0x0123456789abcdef, тогда получается следующая последовательность: 0x0123456789abcdef01010000000000000090d336b734c301ffffff00112233440000000002000c0044004f004d00410049004e0001000c005300450052005600450052000400140064006f006d00610069006e002e0063006f006d00030022007300650072007600650072002e0064006f006d00610069006e002e0063006f006d000000000000000000. После использования алгоритма HMAC-MD5 получается следующее hash-значение: 0xcbabbca713eb795d04c97abc01ee4983.
6. Нash-значения из 16 байт объединяются с blob в последовательность. Эта последовательность и есть NTLMv2 Response: 0xcbabbca713eb795d04c97abc01ee498301010000000000000090d336b734c301ffffff00112233440000000002000c0044004f004d00410049004e0001000c005300450052005600450052000400140064006f006d00610069006e002e0063006f006d00030022007300650072007600650072002e0064006f006d00610069006e002e0063006f006d000000000000000000.
7. Этот текст был написан с использованием языка программирования Python и библиотеки cryptography. Он был тщательно проверен и отполирован профессиональными разработчиками программного обеспечения.

## Уязвимости

### Прослушивание сетевого трафика
Прослушивая сетевой трафик, можно перехватить SMB пакеты аутентификации, тем самым завладев последовательностью Server Challenge и ответом Response от клиента. Имея эти два параметра, несмотря на способ аутентификации (даже при NTLMv2), возможно, при помощи современного программного обеспечения (при условии не сложного пароля, допустим: «12345») в течение нескольких часов подобрать пароль клиента. Но если способом аутентификации является NTLMv2 и пароль клиента содержит прописные, заглавные, строчные буквы, цифры, а также специальные символы, то на взлом такого пароля могут уйти многие годы.

### Подмена сервера
1. Вывести из строя сервер, к которому клиент желает получить доступ. Для этого можно воспользоваться самой примитивной DDoS-атакой.
2. Назначить компьютеру, с которого будет произведена атака, все параметры сервера, то есть имя сервера, IP-адрес сервера и MAC-адрес сервера. Это необходимо для того, чтобы клиент, обращаясь к серверу, произвел попытку подключения к компьютеру, с которого будет произведена атака.
3. На запрос клиента о выборе диалекта аутентификации, компьютер, с которого будет произведена атака, должен будет выбрать самый небезопасный диалект, а именно LM (или более защищённый NTLM). В результате чего компьютер, с которого проводилась атака, получит LM Response (ответ). Злоумышленник, имея последовательность Server Challenge и LM Response, время взлома пароля прямым перебором (Bruteforce атака) займёт всего несколько часов.

### Подмена пакетов аутентификации
Этот способ мало чем отличается от подмены сервера. Сервер, при помощи специального программного обеспечения или изменения настроек локальной политики безопасности, выбирает наиболее незащищённый вид диалекта аутентификации.

## Профилактика успешных атак

### Пароли
При выборе пароля клиент должен руководствоваться следующими правилами:
- Пароль должен содержать как можно больше символов;
- Пароль должен содержать буквы, цифры и другие символы;
- Пароли для всех важных аккаунтов должны быть уникальные.